# 바이어스도르프
바이어스도르프(독일어: Beiersdorf AG)는 치보 계열의 독일 함부르크에 본사를 둔 기업이자 개인용 케어 제품을 제조/판매하는 기업이다.
바이어스도르프의 본사는 함부르크에 위치한다.
주식이 상장되어 있다고는 하지만 바이어스도르프는 치보 홀딩 AG(Tchibo Holding AG)의지배를 받고 있다. 치보 홀딩 AG가 지분의 50.49%를 직접 소유하고 있다. 치보 홀딩은 허르츠 가(Herz family)의 멤버에 의해 지배받고 있다. 치보는 온라인 혹은 우편-주문 소매업 기업이자 커피 판매업 기업으로도 알려져 있다.

## 역사
약사였던 칼 폴 바이어스도르프(독일어: Carl Paul Beiersdorf)가 1882년 3월 28일 바이어스도르프를 설립하였다.

## 제품

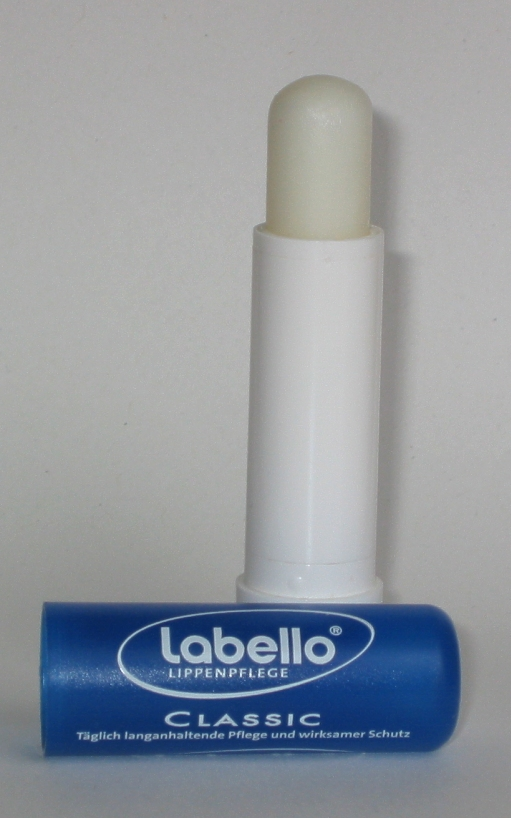
바이어스도르프에서 생산하는 립밤 제품 '라벨로'

- 화장품
- 크림
- 티슈
- 선크림
- 데오도란트
- 헤어 스프레이
- 마스카라
- 반창고
- 샴푸
- 핸드 크림 등[2]